# Ілля Голота
Ілля Голота — канівський полковник, наказний гетьман (травень — червень 1649).

## Життєпис
Походив із козаків. Його брат Григорій діяв разом із ним, а після загибелі Іллі став брагинським полковником.
На початку козацького повстання Ілля Голота приєднався до Богдана Хмельницького. Діяв на Сіверщині. В умовах контрнаступу військ Речі Посполитої Голота виступив за негайну війну.
Наприкінці травня 1649 року Ілля Голота з великим загоном запорожців прибув із Січі на козацьку раду на Маслів Став (нині село Маслівка Миронівського району Київської області). Там Богдан Хмельницький призначив його наказним гетьманом. Голота очолив авангард українського війська, яке мало вести наступ на Загаль, Річицю, Вільно (нині Вільнюс), а потім іти на береги Вісли.
Козаки Голоти, а також українські та білоруські селяни та міщани (всього близько трьох тисяч) уночі проти 17 червня 1649 року спробували штурмом узяти Загаль, але зазнали поразки. У ході битви Голоту тяжко поранили, він потрапив у полон. Згодом поляки стратили його: посадили на палю.
Поховано Голоту під Загалем в одній із семи братських могил повстанців.

## У масовій культурі
Імовірно, Ілля Голота є героєм народної думи про козака Голоту.
Також, про нього написала твір українська письменниця Марія Пригара під назвою «Козак Голота».